# Kościół św. Katarzyny Aleksandryjskiej w Iwaniskach
Kościół świętej Katarzyny Aleksandryjskiej w Iwaniskach – rzymskokatolicki kościół parafialny znajdujący się w miejscowości Iwaniska, w województwie świętokrzyskim. Należy do dekanatu Opatów diecezji sandomierskiej.

## Historia

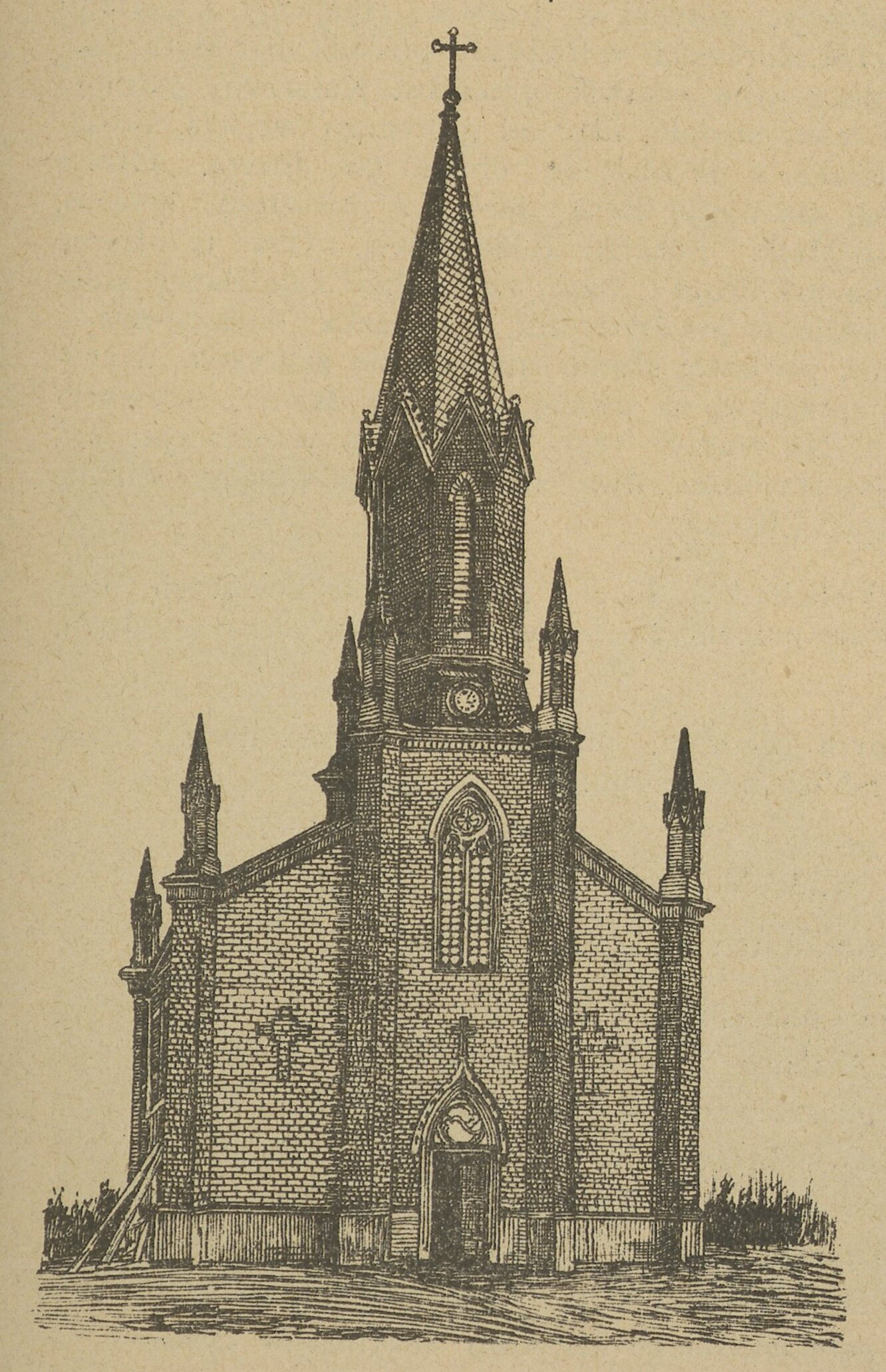
Kościół przed 1907

Pierwotny kościół zbudowany z drewna w 1718 roku przez wojewodę sandomierskiego Władysława Morsztyna spłonął w 1898 roku. Budowa nowej murowanej świątyni została rozpoczęta w 1900 roku przez księdza M. Finakiewicza. Budowę dokończył w 1905 roku ksiądz Henryk Skowierzak. Budowla została konsekrowana w 1917 roku. W czasie II wojny światowej, w latach 1944–1945 kościół został ostrzelany (zniszczone zostały: elementy więźby dachowej oraz wieżyczka od strony północno-zachodniej). Zniszczenia zostały naprawione dzięki staraniom księdza Kazimierza Wiecheckiego. W latach 1971–1974 podczas urzędowania księdza Kazimierza Kasprzyka świątynia została wyremontowana. Prace polegały m.in. na: częściowej wymianie więźby dachowej, nakryciu budowli nową blachą ocynkowaną, założeniu nowych okien, usunięciu zmurszałych wewnętrznych tynków, założeniu nowej instalacji elektrycznej oraz odnowieniu polichromii – krakowski profesor Stanisław Jakubczyk wykonał mozaikę.

## Galeria

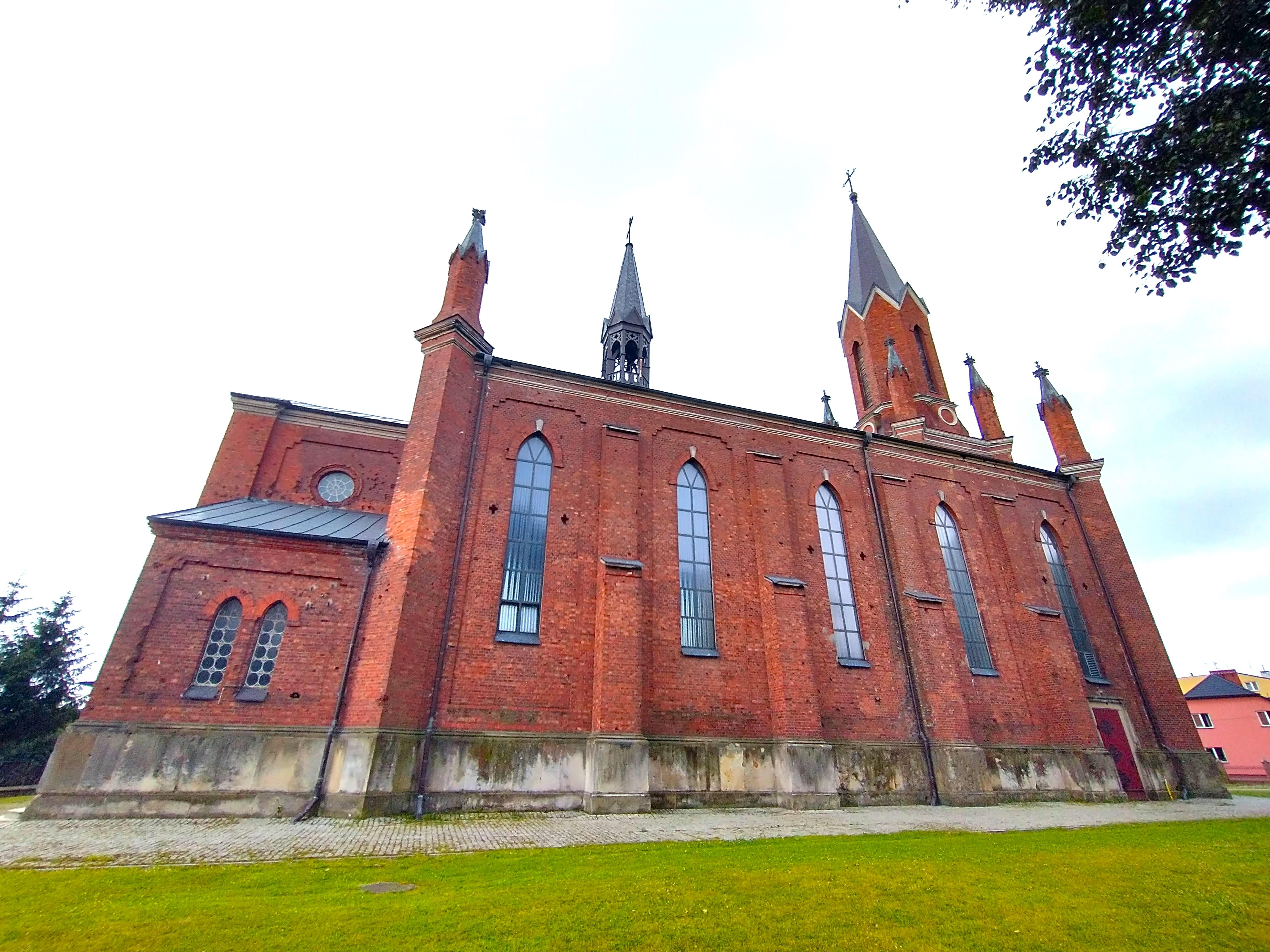
Elewacja boczna
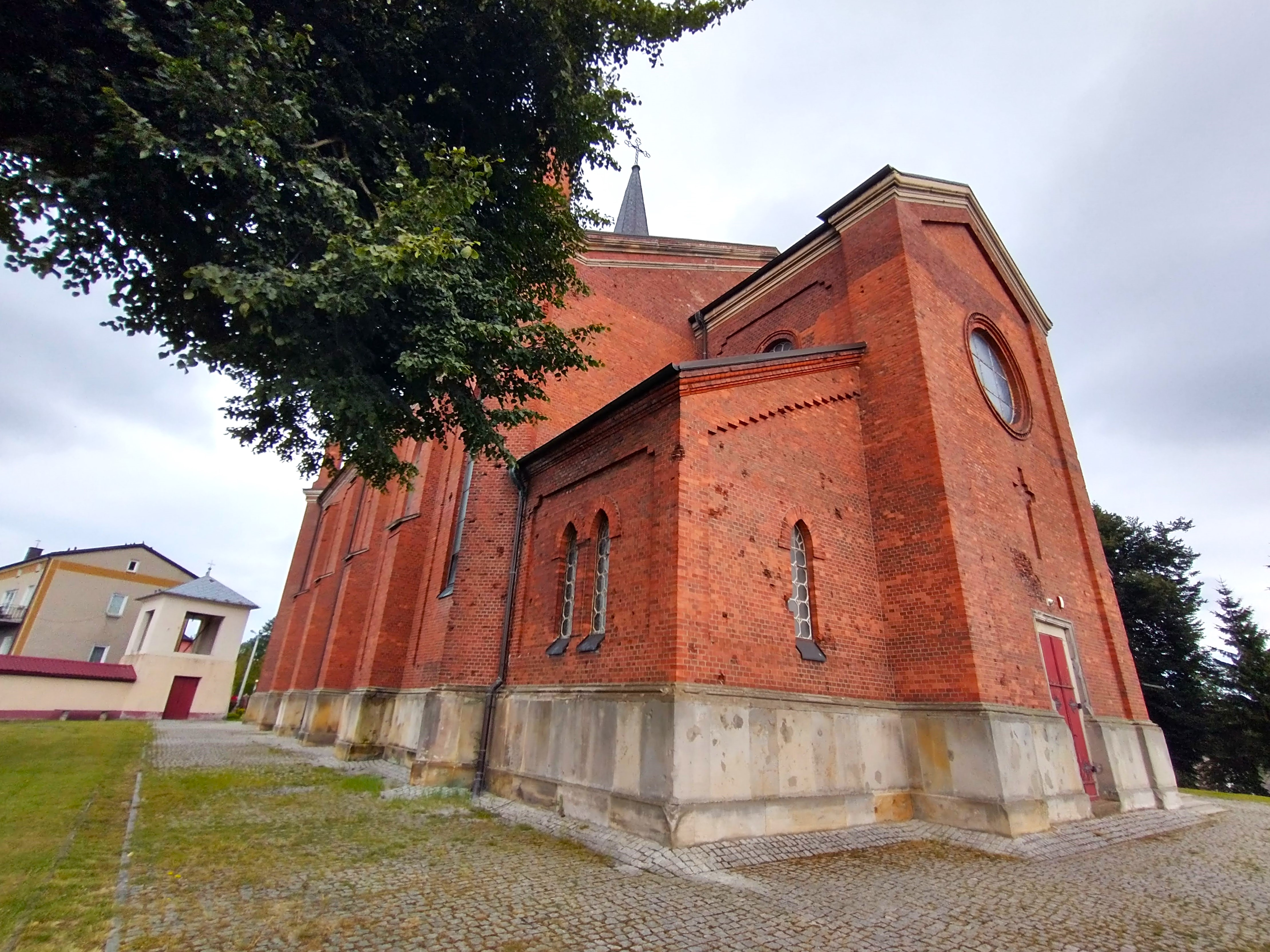
Widok od prezbiterium
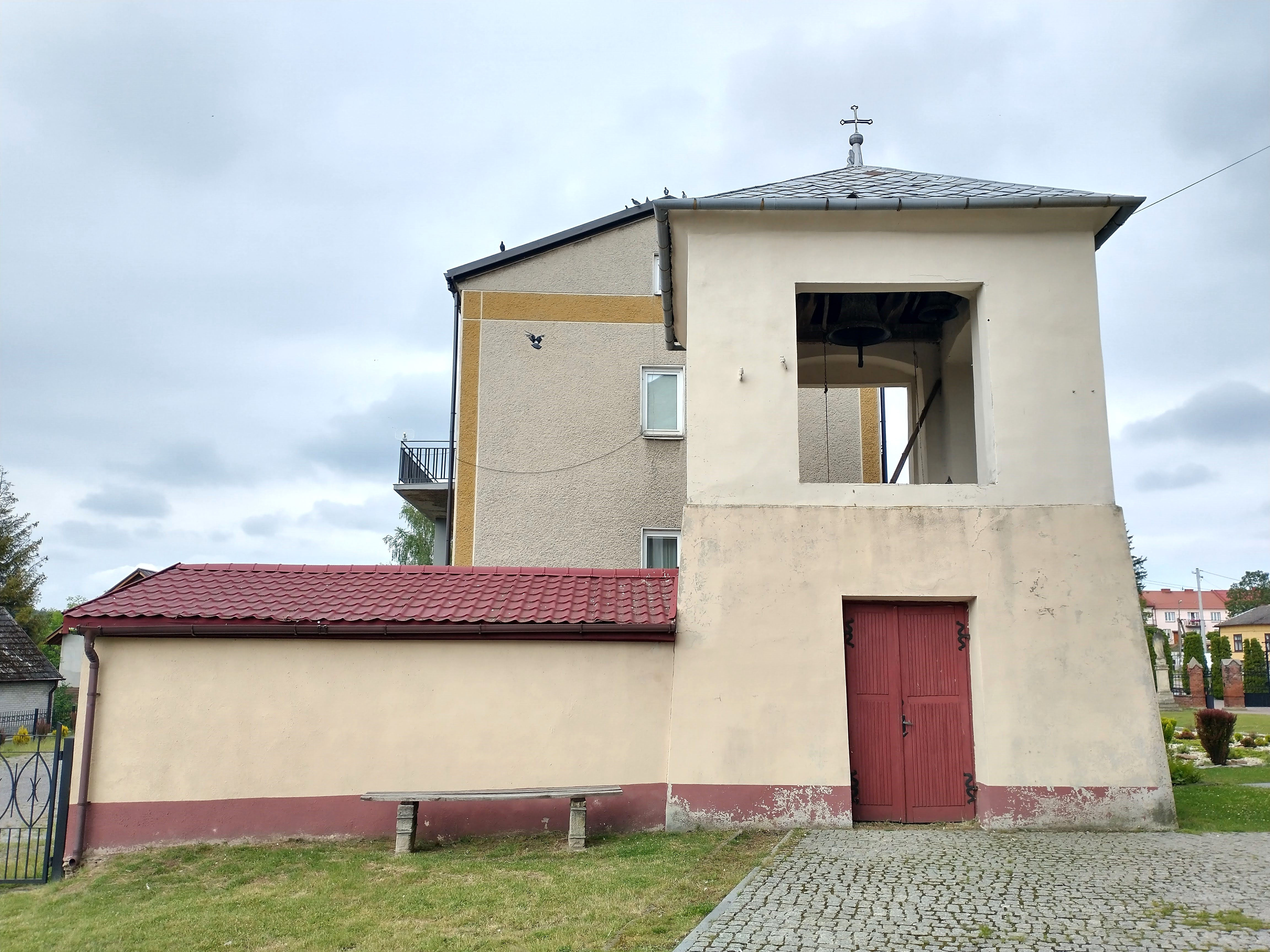
Dzwonnica